# HACD4
HACD4 (англ. 3-hydroxyacyl-CoA dehydratase 4) – білок, який кодується однойменним геном, розташованим у людей на 9-й хромосомі. Довжина поліпептидного ланцюга білка становить 232 амінокислот, а молекулярна маса — 27 520.
| 10         |  | 20         |  | 30         |  | 40         |  | 50         |
| ---------- |  | ---------- |  | ---------- |  | ---------- |  | ---------- |
| MGPLALPAWL |  | QPRYRKNAYL |  | FIYYLIQFCG |  | HSWIFTNMTV |  | RFFSFGKDSM |
| VDTFYAIGLV |  | MRLCQSVSLL |  | ELLHIYVGIE |  | SNHLLPRFLQ |  | LTERIIILFV |
| VITSQEEVQE |  | KYVVCVLFVF |  | WNLLDMVRYT |  | YSMLSVIGIS |  | YAVLTWLSQT |
| LWMPIYPLCV |  | LAEAFAIYQS |  | LPYFESFGTY |  | STKLPFDLSI |  | YFPYVLKIYL |
| MMLFIGMYFT |  | YSHLYSERRD |  | ILGIFPIKKK |  | KM         |  |            |

A: Аланін

C: Цистеїн

D: Аспарагінова кислота

E: Глутамінова кислота

F: Фенілаланін

G: Гліцин

H: Гістидин

I: Ізолейцин

K: Лізин

L: Лейцин

M: Метіонін

N: Аспарагін

P: Пролін

Q: Глутамін

R: Аргінін

S: Серин

T: Треонін

V: Валін

W: Триптофан

Кодований геном білок за функцією належить до ліаз. 
Задіяний у таких біологічних процесах, як метаболізм жирних кислот, метаболізм ліпідів, біосинтез жирних кислот, біосинтез ліпідів. 
Локалізований у мембрані, ендоплазматичному ретикулумі.